# Штандель Анатолій Євгенович
Анато́лій Євге́нович Шта́ндель (* 18 січня 1909 — † 3 жовтня 1974) — радянський ентомолог, знавець лускокрилих, а також фізик і хімік.

## Біографія[1]
Анатолій Євгенович Штандель народився 18 січня 1899 року у Харкові, в Україні. Його батько був нащадком німців — вихідців з Баварії, працював юристом, мати викладала французьку мову у реальному училищі. Батько заохотив семирічного сина до збирання метеликів. Особливо рясно поповнилася колекція, коли родина влітку відпочивала у Чугуєві. Освіту юнак здобував у реальному училищі (з 1918), трудовій школі (з 1921), торгово-промисловій профшколі і Харківському хіміко-технологічному інституті (з 1924). Закінчивши виш, А. Штандель викладав фізичну хімію у Харківському хімічному технікумі. Одночасно із цим він самотужки вивчає фізику і математику, а також продовжує колекціонувати метеликів і вивчати їх життя. Його ентомологічними розвідками керував московський ентомолог Олександр Олександрович Яхонтов.
На початку війни технікум, де працював Штандель, закрили. Окупаційна влада Харкова запропонувала йому статус «фольксдойче»", який надавав певні соціальні пільги. Але Анатолій Євгенович відмовився. Як безробітного його вивезли до Німеччини. В 1942—1945 роках він працював хіміком-лаборантом на заводі "Leunawerke"у Мерзебурзі (земля Саксонія-Ангальт). Тут він опанував досконалу апаратуру і став фахівцем з абсорбційної спектроскопії.
Після повернення до Харкова він працював в установах Комітету по справах мір і вимірювальних приладів. Тут він пише дисертацію, захищає її і стає кандидатом наук (1947). З наступного року він обіймає посаду старшого наукового співробітника в Новосибірському державному інституті мір і вимірювальних приладів. Влітку 1950 року, у розпал боротьби із «безрідними космополітами», згадують його працю в Німеччині, позбавляють вченого ступеню і звільняють з роботи. Тоді ж раптово померла його дружина. Опинившись один з дітьми — двома дворічними малюками, Штандель повертається до рідного міста. Після низки поневірянь він стає викладачем фізики у механічному технікумі.
У 1954 році, без нового захисту дисертації, йому надають ступінь кандидата технічних наук. Він стає викладачем Харківського інженерно-економічного інституту (1956), а через три роки — старшим викладачем, пізніше доцентом, в Новосибірському інституті радянської кооперативної торгівлі. Тут А. Штандель працював до кінця життя, часом навідуючись до Харкова.
 «... Ми звикли бачити Анатолія Євгеновича великим оптимістом, який живе жадібно й багатогранно.  Ми захоплювались його ерудицією у науці, мистецтві, спорті і багато в чому іншому, усього й не перекажеш. Був Анатолій Євгенович далеко від нас, але завжди з нами, його щорічні приїзди до Харкова й візити до музею були вже наче узаконені. Ось чому з настанням осені цього року ми почали згадувати: щось Анатолія Євгеновича досі немає. Аж ось відповідь – нема, і не буде більше ніколи...»
Директор Харківського музею природи Віктор Миколайович Грубант
Анатолій Євгенович Грубант помер 3 жовтня 1974 року.

## Діяльність у галузі ентомології
Майже все життя А. Штандель збирав колекцію метеликів Після війни щороку він досліджував видовий склад метеликів Алтаю, Новосибірської і Читинської областей. Результати його досліджень час від часу виходили друком як статті, увійшли до його доповіді на Міжнародному ентомологічному конгресі (Москва, 1968). Деякі публікації присвячені фауні України ".
А. Штандель постійно контактував із колегами-ентомологами — О. І. Куренцовим, А. В. Цвєтаєвим, М. М. Плавильщиковим, С. І. Медведєвим, О. О. Штакельбергом та іншими. Листуючись із закордонними колекціонерами, він активно поповнював свою колекцію шляхом обміну.
Останні роки життя ентомолог працював над фундаментальною монографією із фауністики і систематики лускокрилих СРСР, але раптова смерть після важкої хвороби перервала цю роботу. Колекцію метеликів, зібрану А. Штанделем (понад 5000 екземплярів плюс зібране на Алтаї) за заповітом ентомолога передано до Зоологічного інституту РАН (Санкт-Петербург).
Його ім'я увічнене у назві метелика, занесеного до Червоної книги Новосибірської області: шашечниця Штанделя — Mellicta plotina standeli Dubatolov, 1997.